# Pavel Abramov
Pavel Sergeevič Abramov (in russo Павел Сергеевич Абрамов?; Mosca, 23 aprile 1979) è un ex pallavolista russo, di ruolo schiacciatore.

## Palmarès

### Club

#### Competizioni Nazionali
- Campionato giapponese: 1

2004-05
- Torneo Kurowashiki: 1

2005
- Coppa di Polonia: 1:

2008-09

### Nazionale (competizioni minori)
- Campionato europeo under 20 1998
- Campionato mondiale under 21 1999
- European League 2004
- European League 2005

### Premi Individuali
- 1999 - Campionato mondiale under 21: MVP
- 1999 - Campionato mondiale under 21: Miglior Schiacciatore
- 1999 - Campionato mondiale under 21: Miglior Ricevitore
- 2002 - World League: Miglior Schiacciatore
- 2002 - World League: Miglior Ricevitore
- 2005 - European League: MVP
- 2005 - Campionato europeo: Miglior Ricevitore
- 2004 - Torneo Kurowashiki Coppa dell'Imperatore: Miglior spirito combattivo
- 2004 - Torneo Kurowashiki Coppa dell'Imperatore: Sestetto ideale
- 2005 - V.League: MVP
- 2005 - V.League: Miglior servizio
- 2005 - V.League: Sestetto ideale
- 2005 - Torneo Kurowashiki Coppa dell'Imperatore: MVP
- 2005 - Torneo Kurowashiki Coppa dell'Imperatore: Sestetto ideale
- 2009 - Coppa di Polonia: MVP
- 2009 - Coppa di Polonia: Miglior attaccante